# Rishpon (ort i Israel)
Rishpon (hebreiska: רשפון) är en ort i Israel.   Den ligger i distriktet Centrala distriktet, i den norra delen av landet. Rishpon ligger 34 meter över havet och antalet invånare är 1 100.
Terrängen runt Rishpon är platt. Havet är nära Rishpon västerut.Runt Rishpon är det mycket tätbefolkat, med 5 399 invånare per kvadratkilometer. Närmaste större samhälle är Tel Aviv, 14,1 km söder om Rishpon. Runt Rishpon är det i huvudsak tätbebyggt.